# هنري بوث
هنري بوث (1815 - ) (بالإنجليزية: Henry Booth)‏ هو لاعب كريكت بريطاني.